# Nazionale maschile di calcio del Qatar
La nazionale di calcio del Qatar è la rappresentativa calcistica nazionale del Qatar, posta sotto l'egida della Federazione calcistica del Qatar e affiliata all'AFC.
Attiva ufficialmente dal 1970, la nazionale qatariota ha partecipato per la prima volta alla fase finale di un campionato del mondo in occasione dell'edizione del 2022, di cui è stata nazione ospitante, mentre la sua selezione Under-20 ha ottenuto il secondo posto al campionato mondiale di categoria del 1981, dove fu battuta in finale dalla Germania Ovest.
Ha vinto due Coppe d'Asia (nel 2019 e nel 2023) e 3 Coppe delle nazioni del Golfo (nel 1992, nel 2004 e nel 2014). In Coppa d'Asia ha raggiunto inoltre per due volte i quarti di finale: la prima volta nel 2000 (eliminata dalla Cina) e la seconda nel 2011 da rappresentativa del paese ospitante (eliminata dal Giappone).
Nella classifica mondiale della FIFA, istituita nell'agosto 1993, il miglior piazzamento è la 42ª posizione raggiunta nell'agosto 2021, il peggiore è il 113º posto del novembre 2010. Attualmente occupa la 34ª posizione della graduatoria.

## Storia

### 1940-1970: gli albori del calcio qatariota
Il calcio in Qatar si diffuse in seguito all'insediamento europeo nella zona di Dukhan, dove nel 1939 fu scoperto un giacimento di petrolio che iniziò ad essere sfruttato nel 1950.
Fu proprio dagli anni '40 che il calcio iniziò ad essere praticato con sempre maggiore diffusione. Nel 1948 si tenne nel paese la prima partita di calcio tra lavoratori europei insediatisi in Qatar.
Nel 1960, con la fondazione della federcalcio locale, fu dato impulso alla pratica calcistica in tutto il paese e nel 1970 la federazione si affiliò alla AFC.
Il Qatar fu invitato dalla Federazione calcistica del Bahrein a partecipare al dibattito intorno al varo di una competizione calcistica aperta alle nazionali degli stati del golfo Persico e organizzata dal Consiglio di cooperazione del Golfo. Il disegno si concretizzò con l'istituzione della Coppa delle nazioni del Golfo, la cui prima edizione si tenne nel 1970.

### 1970-1980: gli esordi della nazionale del Qatar
Il 27 marzo 1970 il Qatar esordì ufficialmente, giocando la sua prima partita contro il Bahrein padrone di casa della prima edizione della Coppa del Golfo. Il gol qatariota di Mubarak Faraj non bastò ad evitare la sconfitta (2-1). La squadra ottenne solo un pari (1-1) nell'ultimo match contro l'Arabia Saudita, uscendo dal torneo al primo turno.
Nella Coppa del Golfo 1972 il Qatar uscì di nuovo al primo turno, dopo tre sconfitte. Alla Coppa del Golfo 1974 le cose andarono meglio per il Qatar, capace di vincere per 4-0 contro l'Oman e di giungere in semifinale, dove fu sconfitto dall'Arabia Saudita prima di cogliere il terzo posto, vincendo ai tiri di rigore contro gli Emirati Arabi Uniti.
La prima partecipazione del Qatar alle qualificazioni alla Coppa d'Asia risale al 1975, in vista dell'edizione del 1976. Nel girone del Qatar furono Iraq e Arabia Saudita ad aggiudicarsi i due posti disponibili, ma la nazionale qatariota riuscì poi a classificarsi terza alla Coppa del Golfo 1976, disputata come nazionale del paese ospitante.
L'esordio del Qatar nelle qualificazioni al campionato del mondo risale, invece, al 1977. L'11 marzo di quell'anno avrebbe dovuto giocare contro gli Emirati Arabi Uniti, che tuttavia si ritirarono all'ultimo momento dalle eliminatorie, posticipando di fatto il debutto del Qatar a due giorni più tardi, quando l'incontro con il Bahrein si concluse con una sconfitta per 2-0 a Doha.

### 1980-1990: crescita in ambito continentale
Qualificatasi alla Coppa d'Asia 1980 sotto la guida del CT Evaristo de Macedo dopo aver vinto il girone con Bangladesh e Afghanistan, la nazionale qatariota uscì subito dalla fase finale, con due sconfitte, un pareggio e una vittoria nel girone.
Il Qatar perse contro l'Iraq nella fase finale della Coppa del Golfo 1984, ma si piazzò secondo nel torneo, miglior risultato della nazionale fino al 1992.
Fallito l'accesso all'ultima fase delle qualificazioni AFC al campionato del mondo 1982 e al campionato del mondo 1986, il Qatar si qualificò sia alla Coppa d'Asia 1984 che alla Coppa d'Asia 1988. Nel 1984 sfiorò l'accesso alla semifinale, sfumato a causa di un gol segnato all'88º minuto dal saudita Mohaisen Al-Jam'an contro il Kuwait. Anche nel 1988 fu sfiorato l'accesso alla semifinale, in un'edizione della Coppa d'Asia in cui il Qatar fu comunque in grado di sconfiggere per 3-0 il Giappone.

### 1990-2000: anni proficui
Il Qatar visse una proficua fase negli anni '90. Al momento dell'istituzione della classifica mondiale della FIFA, nell'agosto 1993, la squadra ottenne il proprio piazzamento più alto di sempre nella graduatoria (51º posto). Il Qatar disputò un'ottima prima parte di qualificazioni al campionato del mondo 1990, vincendo il proprio girone, ma non riuscì a qualificarsi al campionato mondiale, piazzandosi dietro a Emirati Arabi Uniti e Corea del Sud nel turno finale delle qualificazioni.
Nella Coppa del Golfo 1990 la nazionale qatariota raggiunse il secondo posto, avendo il Kuwait vinto le due partite conclusive del torneo. Due anni dopo vinse la competizione in casa per la prima volta, sotto la guida del CT Sebastião Lapola, malgrado una sconfitta per 1-0 contro l'Arabia Saudita subita nell'ultima partita. A questa vittoria si aggiunse il secondo posto ottenuto nella Coppa del Golfo 1996.
Nelle eliminatorie del campionato del mondo 1998 il Qatar riuscì a raggiungere il turno finale e andò vicino all'accesso alla rassegna in programma in Francia. Dopo aver vinto contro Cina e Iran, disputò l'ultimo match contro l'Arabia Saudita. Malgrado alla nazionale qatariota bastasse un punto per qualificarsi, furono i sauditi a qualificarsi al mondiale grazie alla vittoria per 1-0.
Alla Coppa araba 1998, organizzata in casa, il Qatar si piazzò secondo dietro l'Arabia Saudita, vittoriosa per 3-1 in finale.

### 2000-2010: la crisi
Il Qatar si qualificò poi alla Coppa d'Asia 2000, che si disputò in Libano. Qui superò la fase a gironi grazie al terzo posto nel proprio raggruppamento, poi uscì ai quarti di finale contro la Cina.
Nel 2001 raggiunse nuovamente la fase finale di qualificazione al Mondiale, ma a qualificarsi al campionato del mondo 2002 fu la Cina di Bora Milutinović. Sulla panchina qatariota arrivò dunque il francese Philippe Troussier, che fallì nella Coppa d'Asia 2004 e non riuscì a qualificare il Qatar al Mondiale di Germania 2006.
Il bosniaco Džemaludin Mušović guidò i qatarioti alla vittoria della Coppa del Golfo 2004 e alla medaglia d'oro ai Giochi Asiatici 2006. Si dimise dopo aver raccolto solo due punti in tre partite di Coppa d'Asia 2007.
Toccò a Jorge Fossati tentare di qualificare il Qatar per Sudafrica 2010. La squadra superò il primo e il secondo turno e vinse i primi due match del terzo turno, ma l'uruguaiano dovette rinunciare all'attività per un intervento chirurgico allo stomaco. Nel settembre 2008 la federcalcio decise quindi di interrompere la collaborazione con il tecnico, asserendo che i tempi di recupero dall'operazione fossero troppo lunghi. Al suo posto subentrò Bruno Metsu, sotto la cui guida il Qatar non andò oltre il quarto posto nel girone, fallendo la qualificazione al mondiale.

### 2010-2019: i progressi e la prima vittoria in Coppa d'Asia
Nel dicembre 2010 fu annunciato che l'edizione 2022 del campionato mondiale di calcio sarebbe stata ospitata dal Qatar.
Alla Coppa d'Asia 2011 il Qatar si presentò come squadra del paese ospitante. La formazione di casa iniziò male il torneo, facendo il suo esordio con una sconfitta contro l'Uzbekistan (2-0). Successivamente due vittorie significarono comunque qualificazione ai quarti di finale, dove i qatarioti furono eliminati dalla competizione perdendo per 3-2 contro il Giappone di Zaccheroni, poi vincitore del torneo. Fu solo un gol di Masahiko Inoha all'89º minuto di gioco a condannare i qatarioti.
Nel 2014 la nazionale del Qatar si aggiudicò, da compagine del paese ospitante, il campionato dell'Asia Occidentale battendo in finale la Giordania per 2-0. La competizione fu giocata per lo più da giovani e riserve. Il Qatar era allenato da Djamel Belmadi, allenatore della nazionale B, che in virtù dell'ottimo risultato conseguito sostituì dopo il torneo Fahad Thani sulla panchina della nazionale A.
Dieci mesi più tardi, nella Coppa del Golfo 2014, Belmadi condusse i suoi alla vittoria finale. Dopo tre pareggi nella fase a gironi, il Qatar ebbe accesso alla fase di eliminazione diretta, dove batté per 3-1 l'Oman in semifinale e per 2-1 contro l'Arabia Saudita, che giocava in casa.
L'anno solare 2014 si concluse con una sola sconfitta, ma nella fase finale della Coppa d'Asia 2015, disputata in Australia, il Qatar del tecnico algerino Djamel Belmadi deluse e fu eliminato al primo turno. Sconfitto per 4-1 dagli Emirati Arabi Uniti all'esordio, perse anche contro Iran (1-0) e Bahrein (2-1), chiudendo il girone all'ultimo posto. Quella nazionale annoverava vari calciatori cresciuti in Qatar (ma nati in paesi del Nord Africa, dell'Africa subsahariana o del Medio Oriente) e naturalizzati, come Boualem Khoukhi (nato in Algeria), Trsor Kangambu (Repubblica Democratica del Congo), Karim Boudiaf (Francia) e Mohammed Muntari (Ghana).
Il Qatar ha cercato di aumentare il valore della propria rosa sfruttando le regole della FIFA, che consentono di naturalizzare e rendere eleggibili per la nazionale calciatori che per cinque anni consecutivi hanno giocato nel paese interessato dopo il compimento dei 18 anni (prima del 2008 erano addirittura solamente due anni), e che non hanno mai preso parte a partite ufficiali con la precedente nazionale maggiore.

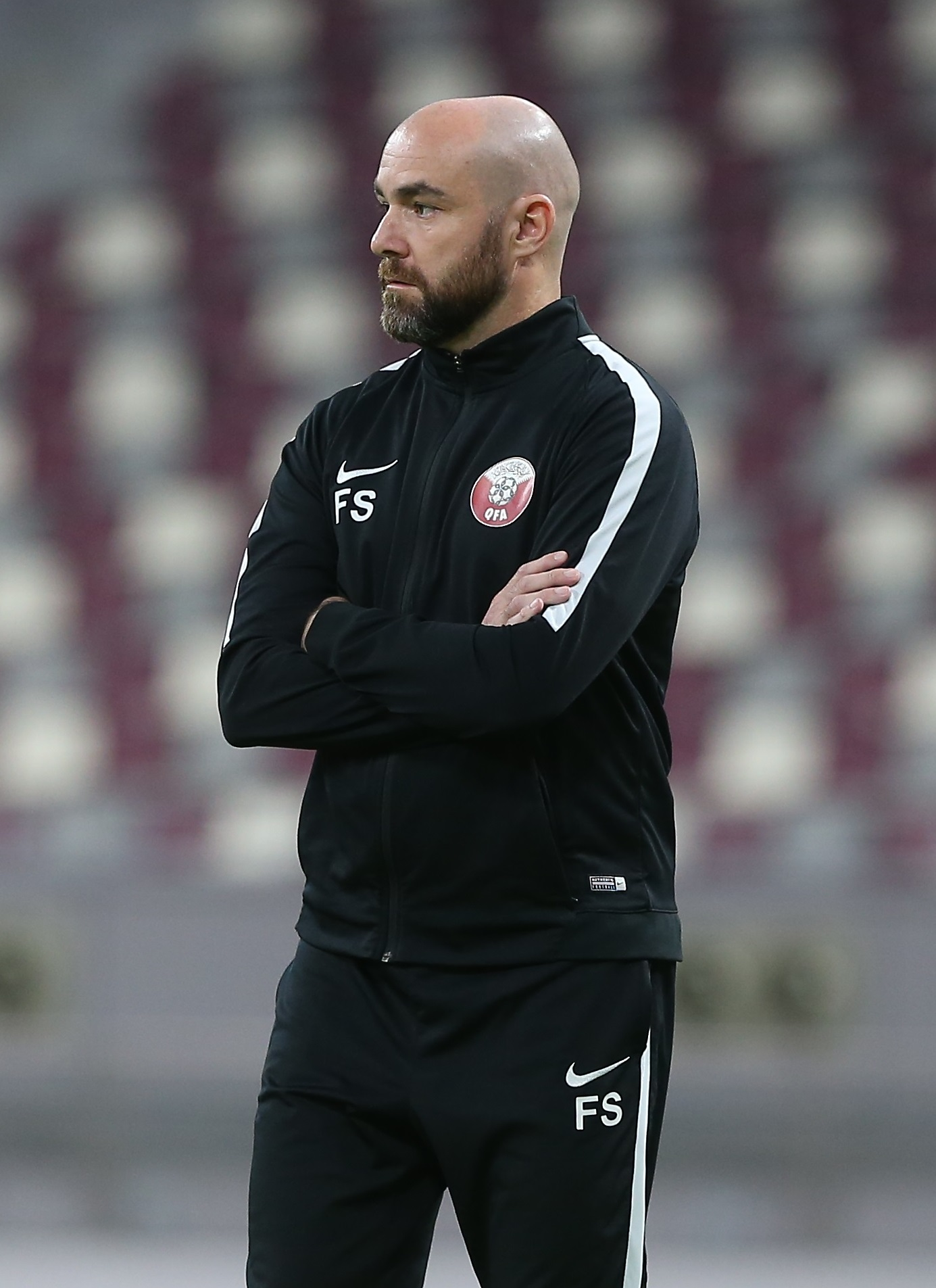
Lo spagnolo Félix Sánchez Bas, alla guida della nazionale maggiore qatariota dal luglio 2017 al dicembre 2022.

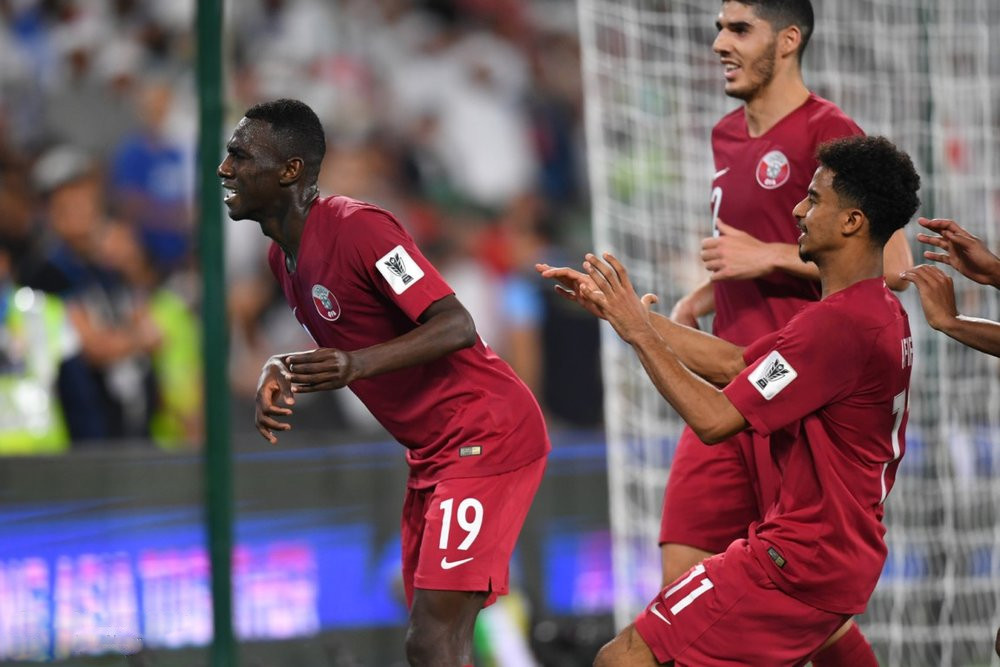
Almoez Ali esulta con i compagni dopo il gol segnato contro gli nella semifinale della Coppa d'Asia 2019.

Nel 2015, dopo il fallimento in Coppa d'Asia e delle politiche di naturalizzazione, la federcalcio virò sulla formazione di una nazionale più autoctona, composta cioè da calciatori che, anche se naturalizzati, si erano trasferiti in Qatar da giovanissimi grazie alle opportunità offerte dalla futuristica accademia calcistica Aspire Academy, fondata nel 2004 a Doha, come ad esempio il programma di scouting in Africa, Asia e America Latina denominato Football Dreams. A tale opera di reclutamento era affiancato l'inserimento dei migliori giocatori naturalizzati, che inizialmente continuavano a formare la parte più importante dell'intelaiatura della squadra.
Il tecnico uruguaiano José Daniel Carreño, subentrato nel giugno 2015, per le qualificazioni al mondiale di Russia 2018 richiamò nel ruolo di prima punta il connazionale Sebastián Soria, oltre ai brasiliani Rodrigo Tabata e Luiz Júnior, il portiere francese Claude Lecomte e il difensore portoghese Ró-Ró. Tutti loro, assieme ai reduci della Coppa d'Asia del 2015, Boudiaf e Muntari, andavano a formare un undici quasi totalmente "straniero", per certi versi più vicino ad una squadra di club che a una nazionale tradizionale. Nel novembre 2015 la squadra si qualificò alla Coppa d'Asia 2019 vincendo il girone C delle eliminatorie.
L'inizio della campagna di qualificazione al campionato del mondo di Russia 2018 fece ben sperare, con il raggiungimento, nel novembre 2015, del primo posto nel girone C di terzo turno davanti alla più quotata Cina, con sette vittorie e una sola sconfitta (giunta all'ultima giornata proprio in Cina, ma a qualificazione già avvenuta). La vittoria del girone valse la qualificazione alla fase finale della Coppa d'Asia 2019 e al quarto round delle qualificazioni al mondiale di Russia 2018. Nel girone di quarto turno, però, il rendimento del Qatar non fu positivo: il Qatar perse all'esordio contro l'Iran per 2-0 (entrambe le reti furono segnate nel recupero del secondo tempo) e successivamente contro l'Uzbekistan per 1-0 con gol subito solo all'86º minuto.
I passi falsi indussero la federazione ad esonerare Carreño nel settembre 2016 e richiamare dopo otto anni il connazionale Jorge Fossati, che era tornato in Qatar nel 2015, come allenatore dell'Al-Rayyan. Sotto la gestione di Fossati i risultati migliorarono, ma le speranze di qualificarsi alla Coppa del mondo rimanevano comunque minime. Nel giugno 2017 l'uruguaiano, di comune accordo con la federazione, a due giornate dalla fine delle qualificazioni, dopo la vittoria contro la Corea del Sud, decise sorprendentemente di lasciare la guida della squadra, che fu affidata allo spagnolo Félix Sánchez Bas, precedentemente alla guida della nazionali Under-19 e Under-23 del Qatar. 
La sostituzione di Fossati non era motivata unicamente dai risultati deludenti, ma era parte di un progetto più ampio della federazione, desiderosa di dare maggior spazio in nazionale ai talenti cresciuti in Qatar, escludendo quasi del tutto i naturalizzati. Sánchez Bas iniziò a formare una squadra completamente cresciuta in casa e più giovane (con il solo portoghese Ró-Ró come giocatore naturalizzato). Tra la fine di agosto e i primi di settembre del 2017 arrivarono due sconfitte nelle ultime due partite di qualificazione, contro Siria (3-1) e Cina (2-1), e la squadra si piazzò ultima nel proprio raggruppamento, con un bilancio di 2 vittorie, un pareggio e 7 sconfitte, ma la decisione aveva segnato comunque l'inversione di rotta decisiva per il futuro calcistico del Qatar.
Alla Coppa del Golfo 2017-2018, tenutasi in Kuwait dal dicembre 2017 al gennaio 2018, il Qatar vinse all'esordio contro lo Yemen per 4-0, ma perse per 1-2 contro l'Iraq e poi pareggiò per 1-1 contro il Bahrein. Il terzo posto nel girone B con quattro punti non consentì alla squadra di avanzare al turno successivo.
Il primo posto nel girone di terzo turno delle eliminatorie AFC del campionato mondiale russo aveva consentito al Qatar di qualificarsi automaticamente alla fase finale della Coppa d'Asia 2019. Qui il Qatar di Sánchez Bas ottenne il miglior risultato della propria storia, cogliendo uno storico successo. Superato il girone da prima classificata grazie a tre vittorie (2-0 al Libano, 6-0 al Corea del Nord e 2-0 all'Arabia Saudita), agli ottavi di finale la nazionale qatariota eliminò l'Iraq (1-0) e ai quarti di finale la Corea del Sud (1-0), approdando ad una storica semifinale, dove batté nettamente gli Emirati Arabi Uniti padroni di casa (4-0). Il Qatar si presentò dunque alla finale contro il Giappone dopo essere riuscita a mantenere la porta inviolata per tutto il torneo. Nell'atto conclusivo, ad Abu Dhabi, prevalse con il punteggio di 3-1 sui nipponici. Nella circostanza l'autore del primo gol della partita, Almoez Ali, divenne il primatista di gol in una singola fase finale della Coppa d'Asia con 9 reti, staccando l'iraniano Ali Daei, autore di 8 gol nell'edizione del 1996.
La nazionale qatariota partecipò quindi alla Coppa America 2019 come nazionale asiatica invitata insieme al Giappone. Dopo aver pareggiato per 2-2 all'esordio contro il Paraguay in rimonta, subì due sconfitte contro Colombia e Argentina, uscendo al termine della fase a gironi.
Alla Coppa del Golfo 2019, giocata in casa, la squadra fu sconfitta all'esordio (1-2) dall'Iraq, ma superò la fase a gironi con due vittorie contro Yemen (6-0) ed Emirati Arabi Uniti (4-2). In semifinale fu sconfitta per 1-0 dall'Arabia Saudita ed eliminata.

### 2020-oggi: il mondiale casalingo e il bis in Coppa d'Asia
Invitato a partecipare all'edizione 2021 della CONCACAF Gold Cup in qualità di ospite della competizione, debuttò nel torneo (insieme al Suriname) concludendo al primo posto il proprio girone, grazie al pareggio per 3-3 contro Panama e alle vittorie per 4-0 contro Grenada e poi per 2-0 contro l'Honduras. Sconfisse quindi per 3-2 El Salvador ai quarti di finale, ma la sua corsa si arrestò in semifinale contro gli Stati Uniti, vittoriosi per 1-0; il Qatar fu la quinta squadra ospite della competizione a raggiungere le semifinali, dopo il Brasile nel 1998, il Perù nel 2000, la Corea del Sud nel 2002 e la Colombia nel 2005.
Qualificata d'ufficio al campionato del mondo 2022 in quanto nazionale del paese ospitante la competizione, la nazionale qatariota partecipò alla Coppa araba FIFA 2021, rassegna disputatasi proprio in Qatar, e raggiunse il terzo posto nel torneo.
Al campionato del mondo casalingo la squadra esordì nella competizione venendo sconfitta per 2-0 dall'Ecuador e diventando così la prima nazionale ospitante a perdere la partita inaugurale nella storia del mondiale. Nella seconda partita perse per 3-1 contro il Senegal, venendo così estromessa dalla rassegna al primo turno, per poi venire sconfitta per 2-0 anche nella terza gara, quella contro i Paesi Bassi.
A seguito del flop al mondiale, nel febbraio 2023 la federazione decide di affidare l'incarico di CT al portoghese Carlos Queiroz, la cui gestione si chiude dopo dieci mesi con un bilancio di 5 vittorie, 2 pareggi e 5 sconfitte in 12 partite. L'incarico di CT viene conferito allo spagnolo Tintín Márquez, che nel 2024 guida la squadra in Coppa d'Asia, dove il Qatar, padrone di casa e campione in carica, supera brillantemente il proprio girone con tre vittorie (3-0 contro il Libano e 1-0 contro la Cina e il Tagikistan), poi elimina la Palestina (2-1) agli ottavi di finale, l'Uzbekistan ai quarti (1-1 dopo i tempi supplementari, 3-2 dopo i tiri di rigore) e l'Iran in semifinale (3-2), approdando così alla finale contro la Giordania. Grazie a una tripletta di Akram Afif il Qatar si impone per 3-1 contro i giordani, laureandosi campione d'Asia per la seconda volta consecutiva.

## Partecipazioni ai tornei internazionali

### Mondiali
| Anno | Luogo                    | Piazzamento     | V | N | P | Gol |
| ---- | ------------------------ | --------------- | - | - | - | --- |
| 1930 | Uruguay                  | Non iscritta    | - | - | - | -   |
| 1934 | Italia                   | Non iscritta    | - | - | - | -   |
| 1938 | Francia                  | Non iscritta    | - | - | - | -   |
| 1950 | Brasile                  | Non iscritta    | - | - | - | -   |
| 1954 | Svizzera                 | Non iscritta    | - | - | - | -   |
| 1958 | Svezia                   | Non iscritta    | - | - | - | -   |
| 1962 | Cile                     | Non iscritta    | - | - | - | -   |
| 1966 | Inghilterra              | Non iscritta    | - | - | - | -   |
| 1970 | Messico                  | Non iscritta    | - | - | - | -   |
| 1974 | Germania                 | Non iscritta    | - | - | - | -   |
| 1978 | Argentina                | Non qualificata | - | - | - | -   |
| 1982 | Spagna                   | Non qualificata | - | - | - | -   |
| 1986 | Messico                  | Non qualificata | - | - | - | -   |
| 1990 | Italia                   | Non qualificata | - | - | - | -   |
| 1994 | Stati Uniti              | Non qualificata | - | - | - | -   |
| 1998 | Francia                  | Non qualificata | - | - | - | -   |
| 2002 | Giappone / Corea del Sud | Non qualificata | - | - | - | -   |
| 2006 | Germania                 | Non qualificata | - | - | - | -   |
| 2010 | Sudafrica                | Non qualificata | - | - | - | -   |
| 2014 | Brasile                  | Non qualificata | - | - | - | -   |
| 2018 | Russia                   | Non qualificata | - | - | - | -   |
| 2022 | Qatar                    | Primo turno     | 0 | 0 | 3 | 1:7 |

### Coppa d'Asia
| Anno | Luogo                                   | Piazzamento      | V | N | P | Gol  |
| ---- | --------------------------------------- | ---------------- | - | - | - | ---- |
| 1956 | Hong Kong                               | Non iscritta     | - | - | - | -    |
| 1960 | Corea del Sud                           | Non iscritta     | - | - | - | -    |
| 1964 | Israele                                 | Non iscritta     | - | - | - | -    |
| 1968 | Iran                                    | Non iscritta     | - | - | - | -    |
| 1972 | Thailandia                              | Non iscritta     | - | - | - | -    |
| 1976 | Iran                                    | Non qualificata  | - | - | - | -    |
| 1980 | Kuwait                                  | Primo turno      | 1 | 1 | 2 | 3:8  |
| 1984 | Singapore                               | Primo turno      | 1 | 1 | 2 | 3:3  |
| 1988 | Qatar                                   | Primo turno      | 2 | 0 | 2 | 7:6  |
| 1992 | Giappone                                | Primo turno      | 0 | 2 | 1 | 3:4  |
| 1996 | Emirati Arabi Uniti                     | Non qualificata  | - | - | - | -    |
| 2000 | Libano                                  | Quarti di finale | 0 | 3 | 1 | 3:5  |
| 2004 | Cina                                    | Primo turno      | 0 | 1 | 2 | 2:4  |
| 2007 | Indonesia/ Malaysia Thailandia/ Vietnam | Primo turno      | 0 | 2 | 1 | 3:4  |
| 2011 | Qatar                                   | Quarti di finale | 2 | 0 | 2 | 7:5  |
| 2015 | Australia                               | Primo turno      | 0 | 0 | 3 | 2:7  |
| 2019 | Emirati Arabi Uniti                     | Campione         | 7 | 0 | 0 | 19:1 |
| 2023 | Qatar                                   | Campione         | 6 | 1 | 0 | 14:5 |

### Confederations Cup
| Anno | Luogo                    | Piazzamento     | V | N | P | Gol |
| ---- | ------------------------ | --------------- | - | - | - | --- |
| 1992 | Arabia Saudita           | Non invitata    | - | - | - | -   |
| 1995 | Arabia Saudita           | Non invitata    | - | - | - | -   |
| 1997 | Arabia Saudita           | Non qualificata | - | - | - | -   |
| 1999 | Messico                  | Non qualificata | - | - | - | -   |
| 2001 | Corea del Sud / Giappone | Non qualificata | - | - | - | -   |
| 2003 | Francia                  | Non qualificata | - | - | - | -   |
| 2005 | Germania                 | Non qualificata | - | - | - | -   |
| 2009 | Sudafrica                | Non qualificata | - | - | - | -   |
| 2013 | Brasile                  | Non qualificata | - | - | - | -   |
| 2017 | Russia                   | Non qualificata | - | - | - | -   |

### Campionato di calcio della Federazione calcistica dell'Asia occidentale
| Anno | Luogo               | Piazzamento      | V | N | P | Gol  |
| ---- | ------------------- | ---------------- | - | - | - | ---- |
| 2000 | Giordania           | Non partecipante | - | - | - | -    |
| 2002 | Siria               | Non partecipante | - | - | - | -    |
| 2004 | Iran                | Non partecipante | - | - | - | -    |
| 2007 | Giordania           | Non partecipante | - | - | - | -    |
| 2008 | Iran                | Semifinali       | 1 | 0 | 2 | 2:9  |
| 2010 | Giordania           | Non partecipante | - | - | - | -    |
| 2012 | Kuwait              | Non partecipante | - | - | - | -    |
| 2014 | Qatar               | Campione         | 4 | 0 | 0 | 10:1 |
| 2019 | Iraq                | Non qualificata  | - | - | - | -    |
| 2023 | Emirati Arabi Uniti | Qualificata      | - | - | - | -    |

### Copa América
| Anno | Luogo   | Piazzamento | V | N | P | Gol |
| ---- | ------- | ----------- | - | - | - | --- |
| 2019 | Brasile | Primo Turno | 0 | 1 | 2 | 2:5 |

### Gold Cup
| Anno | Luogo                | Piazzamento      | V | N | P | Gol  |
| ---- | -------------------- | ---------------- | - | - | - | ---- |
| 2021 | Stati Uniti          | Semifinali       | 3 | 1 | 1 | 12:6 |
| 2023 | Stati Uniti / Canada | Quarti di finale | 1 | 1 | 1 | 3:7  |

## Rosa attuale
Lista dei convocati per la doppia sfida del 5 e 10 settembre 2024 contro Kirghizistan e Iran valevole per le qualificazioni ai mondiali 2026.
Presenze e reti aggiornate al 10 giugno 2025, al termine della sfida contro l'Uzbekistan.
|  | P | Saad Al Sheeb        | 19 febbraio 1990  | 89  | -85 | Al-Sadd      |  |  |
|  | P | Meshaal Barsham      | 14 febbraio 1998  | 48  | -66 | Al-Sadd      |  |  |
|  | P | Salah Zakaria        | 24 aprile 1999    | 7   | -9  | Al-Duhail    |  |  |
|  | P | Marwan Badreldin     | 17 aprile 1999    | 0   | 0   | Al-Ahli Doha |  |  |
|  |   |                      |                   |     |     |              |  |  |
|  | D | Abdelkarim Hassan    | 28 agosto 1993    | 136 | 15  | Al-Wakrah    |  |  |
|  | D | Boualem Khoukhi      | 7 settembre 1990  | 124 | 20  | Al-Sadd      |  |  |
|  | D | Tarek Salman         | 5 dicembre 1997   | 83  | 0   | Al-Sadd      |  |  |
|  | D | Almahdi Ali Mukhtar  | 2 marzo 1992      | 45  | 3   | Al-Wakrah    |  |  |
|  | D | Jassem Gaber         | 20 febbraio 2002  | 28  | 1   | Al-Arabi     |  |  |
|  | D | Lucas Mendes         | 3 luglio 1990     | 19  | 1   | Al-Wakrah    |  |  |
|  | D | Sultan Al-Brake      | 7 aprile 1996     | 7   | 0   | Al-Duhail    |  |  |
|  | D | Abdullah Al-Yazidi   | 28 marzo 2002     | 5   | 0   | Al-Wakrah    |  |  |
|  | D | Mohammed Emad Aiash  | 27 febbraio 2001  | 1   | 0   | Al-Ahli Doha |  |  |
|  |   |                      |                   |     |     |              |  |  |
|  | C | Abdulaziz Hatem      | 28 ottobre 1990   | 128 | 11  | Al-Rayyan    |  |  |
|  | C | Bassam Al-Rawi       | 16 dicembre 1992  | 70  | 2   | Al-Duhail    |  |  |
|  | C | Mohammed Waad        | 18 settembre 1999 | 48  | 0   | Al-Sadd      |  |  |
|  | C | Ahmed Fatehi         | 25 gennaio 1993   | 40  | 0   | Al-Arabi     |  |  |
|  | C | Abdelrahman Moustafa | 5 aprile 1997     | 11  | 0   | Al-Duhail    |  |  |
|  | C | Ibrahim Al-Hassan    | 26 ottobre 2005   | 8   | 2   | Calahorra    |  |  |
|  | C | Naif Al-Hadhrami     | 18 luglio 2001    | 5   | 1   | Al-Shahaniya |  |  |
|  |   |                      |                   |     |     |              |  |  |
|  | A | Akram Afif           | 18 novembre 1996  | 122 | 39  | Al-Sadd      |  |  |
|  | A | Almoez Ali           | 19 agosto 1996    | 120 | 59  | Al-Duhail    |  |  |
|  | A | Ismaeel Mohammad     | 5 aprile 1990     | 88  | 4   | Al-Duhail    |  |  |
|  | A | Ahmed Alaaeldin      | 31 gennaio 1993   | 59  | 7   | Al-Gharafa   |  |  |
|  | A | Yusuf Abdurisag      | 6 agosto 1999     | 35  | 3   | Al-Sadd      |  |  |
|  | A | Ahmed Al-Ganehi      | 22 settembre 2000 | 9   | 1   | Al-Gharafa   |  |  |
|  | A | Edmílson Junior      | 19 agosto 1994    | 7   | 0   | Al-Duhail    |  |  |

## Record individuali
Record aggiornati al 10 giugno 2025.
In grassetto i giocatori ancora in attività con la maglia della nazionale.

### Record presenze
| Pos. | Giocatore         | Presenze | Reti | Periodo   |
| ---- | ----------------- | -------- | ---- | --------- |
| 1    | Hassan Al-Haydos  | 185      | 40   | 2008-2024 |
| 2    | Abdelkarim Hassan | 136      | 15   | 2010-     |
| 3    | Sebastián Soria   | 123      | 39   | 2006-2017 |
| 4    | Abdulaziz Hatem   | 128      | 11   | 2009-     |
| 5    | Boualem Khoukhi   | 124      | 20   | 2013-     |
| 6    | Karim Boudiaf     | 123      | 6    | 2013-     |
| 7    | Akram Afif        | 122      | 39   | 2015-     |
| 8    | Almoez Ali        | 120      | 59   | 2016-     |
| 9    | Wesam Rizik       | 112      | 7    | 2001-2014 |
| 10   | Bilal Mohammed    | 109      | 7    | 2003-2014 |

### Record reti
| Pos. | Giocatore               | Reti | Presenze | Periodo   |
| ---- | ----------------------- | ---- | -------- | --------- |
| 1    | Almoez Ali              | 59   | 120      | 2016-     |
| 2    | Mansour Muftah          | 42   | 81       | 1976-2000 |
| 3    | Mubarak Mustafa         | 41   | 85       | 1992-2004 |
| 4    | Hassan Al-Haydos        | 40   | 185      | 2008-2024 |
| 5    | Sebastián Soria         | 39   | 123      | 2006-2017 |
| 6    | Akram Afif              | 39   | 122      | 2015-     |
| 7    | Mohammed Salem Al-Enazi | 34   | 69       | 1996-2003 |
| 8    | Mahmoud Soufi           | 31   | 79       | 1988-1998 |
| 9    | Khalfan Ibrahim         | 21   | 90       | 2006-2015 |
| 10   | Boualem Khoukhi         | 20   | 124      | 2013-     |

## Tutte le rose

### Mondiali
Coppa del Mondo FIFA 20221 Al Sheeb, 2 Ró-Ró, 3 A. Hassan, 4 Waad, 5 Salman, 6 Hatem, 7 Alaaeldin, 8 Assadalla, 9 Muntari, 10 Al-Haidos, 11 Afif, 12 Boudiaf, 13 Kheder, 14 Ahmed, 15 Al-Rawi, 16 Khoukhi, 17 Mohammad, 18 Muneer, 19 Ali, 20 Al-Hajri, 21 Y. Hassan, 22 Barsham, 23 Madibo, 24 Al-Hadhrami, 25 Gaber, 26 Meshaal, CT: Sánchez

### Coppa d'Asia
Coppa d'Asia 19841 Ahmed, 2 Al-Sowaidi, 3 Maayouf, 4 Al-Edan, 5 Anber, 6 Al-Rumaihi, 7 Afifa, 8 Al Ammari, 9 Al-Barshi, 10 Al-Kaater, 11 Eid, 12 Zaid, 13 Al-Mohanadi, 14 Khalfan, 15 Muftah, 16 Salman, 17 Al-Mohammadi, 18 Wafa, CT: de Carvalho
Coppa d'Asia 19881 Ahmed, 2 Al-Sowaidi, 4 Al-Adsani, 5 Malalla, 6 Mubarak, 7 Khamis, 8 Al-Ammari, 10 Al-Kaater, 12 Soufi, 13 Karbal, 14 Al Kuwari, 15 Muftah, 16 Salman, 17 Al-Buhagab, 18 Khalaf, 19 Al-Mohammadi, 20 Al-Sulaiti, CT: Cardoso
Coppa d'Asia 19921 Ahmed, 2 Al-Attiyal, 3 Z. Al Kuwari, 4 Al-Adsani, 5 Malalla, 6 Maayof, 7 Khamis, 8 F. Al Kuwari, 9 Saleh, 10 Al-Kaater, 11 Al Mulla, 12 Soufi, 13 Al Obaidly, 14 Johar, 15 Rashid, 16 Al-Sulaiti, 17 Al Kaabi, 18 Hassan, 19 Suwaid, 20 Noorallah, CT: Leopola
Coppa d'Asia 20001 Al Kaabi, 4 Fath, 5 Al Obaidly, 6 Al Naemi, 7 Al Ishaq, 8 Al-Shammari, 9 Al Enazi, 10 Al Kuwari, 11 Al Mulla, 12 Saleh, 13 Yaquoub, 14 Hassan, 15 Adam, 16 Gholam, 17 Al Tamimi, 18 Nazmi, 19 Mahmoud, 21 Al-Romaihi, 23 Jadou, 25 Hamzah, 26 Al Ansari, 27 Mubarak, CT: Hadžiabdić
Coppa d'Asia 20042 Rizik, 3 Mesbeh, 5 Jadoua, 6 Al Khater, 7 A. Mousa, 8 Al-Shammari, 9 Ali Bechir, 10 Hamzah, 12 Mohamed, 13 Mejbel, 14 Fath, 15 Mohyaden, 16 Gholam, 17 Al Tamimi, 19 Mesbeh, 22 Ali, 23 G. Mousa, 25 Jouhar, 27 Abdulrab, 28 Karim, 29 Burhan, 30 Mohammed, CT: Troussier
Coppa d'Asia 20071 Saqr, 2 Al-Hamad, 3 Mohammed, 4 Al-Ghanim, 5 Siddiq, 6 Mubarak, 7 Nasser, 8 Al-Shammari, 9 Ali Bechir, 10 Yasser, 11 Afif, 12 Mohamed, 13 Abdi, 14 Ali, 15 Al-Bloushi, 16 Gholam, 17 Rizik, 18 Jassem, 19 Majid, 20 Lami, 21 Koni, 22 Hamza, 23 Soria, CT: Mušović
Coppa d'Asia 20111 Burhan, 2 Ismail, 3 Kasola, 4 Quaye, 5 Al-Haidos, 6 Mohammed, 7 Rizik, 8 Al-Hamad, 9 Marri, 10 Yasser, 11 Montezine, 12 Ali, 13 Majid, 14 Ibrahim, 15 Al-Bloushi, 16 Al-Sayed, 17 Al Sulaiti, 18 Al-Ghanim, 19 Muftah, 20 Afif, 21 Mubarak, 22 Sheeb, 23 Soria, CT: Metsu
Coppa d'Asia 20151 Burhan, 2 Musa, 3 Hassan, 4 Mukhtar, 5 Hatem, 6 Mohammed, 7 Muftah, 8 Assadalla, 9 Abdullah, 10 Ibrahim, 11 Al-Haidos, 12 Mohamed, 13 Majid, 14 Abdulraouf, 15 Abubakar, 16 Khoukhi, 17 Mohammad, 18 Trésor, 19 Muntari, 20 Boudiaf, 21 Soufiane, 22 Sheeb, 23 El Sayed, CT: Belmadi
Coppa d'Asia 20191 Al Sheeb, 2 Ró-Ró, 3 A. Hassan, 4 Salman, 5 Fatehi, 6 Hatem, 7 Alaaeldin, 8 Ismail, 9 Mohammed, 10 Al-Haidos, 11 Ak. Afif, 12 Boudiaf, 13 Al-Muhaza, 14 Al-Hajri, 15 Al-Rawi, 16 Khoukhi, 17 Moustafa, 18 Al-Ali, 19 Ali, 20 Al. Afif, 21 Y. Hassan, 22 Al-Bakri, 23 Madibo, CT: Sánchez
Coppa d'Asia 20231 Al Sheeb, 2 Ró-Ró, 3 A. Mukhtar, 4 Waad, 5 Salman, 6 Hatem, 7 Alaaeldin, 8 Assadalla, 9 Abdurisag, 10 Al-Haidos, 11 Ak. Afif, 12 Mendes, 13 Muneer, 14 Ahmed, 15 Al-Rawi, 16 Khoukhi, 17 Mohammad, 18 Al-Brake, 19 Ali, 20 A. Fatehi, 21 Zakaria, 22 Barsham, 23 Meshaal, 24 Gaber, 25 Al-Ganehi, 26 Mohammed, CT: Márquez

### CONCACAF Gold Cup
CONCACAF Gold Cup 20211 Al Sheeb, 2 Ró-Ró, 3 A. Hassan, 4 Waad, 5 Salman, 6 Hatem, 7 Alaaeldin, 8 Sehail, 9 Muntari, 10 Al-Haidos, 11 Afif, 12 Boudiaf, 13 Kheder, 14 Ahmed, 15 Al-Rawi, 16 Khoukhi, 17 Mohammad, 18 Abdurisag, 19 Ali, 20 Al-Ahrak, 21 Y. Hassan, 22 Barsham, 23 Madibo, CT: Sánchez Bas
CONCACAF Gold Cup 20231 Zakaria, 2 Suhail, 3 Shehata, 4 Aymen, 5 Salman, 6 Fatehi, 7 Salem, 8 Assadalla, 9 Muntari, 10 Waad, 11 Abdurisag, 12 Marafee, 13 Kheder, 14 Ahmed, 15 Al-Rawi, 16 Meshaal, 17 Al-Abdullah, 18 Muneer, 19 Ali, 20 Gaber, 21 Hassan, 22 Barsham, 23 Madibo, CT: Queiroz

### Giochi olimpici
NOTA: per le informazioni sulle rose successive al 1948 visionare la pagina della Nazionale olimpica.

## Palmarès
- Coppa d'Asia: 2

Emirati Arabi Uniti 2019, Qatar 2023
- Coppa delle Nazioni del Golfo: 3

Qatar 1992, Qatar 2004, Arabia Saudita 2014